# Pneumoconiose provoquée par la poussière de silice
Cet article décrit les critères administratifs pour qu'une pneumoconiose provoquée par la poussière de silice soit reconnue comme maladie professionnelle.
Ce sujet relève du domaine de la législation sur la protection sociale et a un caractère davantage juridique que médical. Pour la description clinique de la maladie se reporter à l'article suivant :

## Législation européenne
La Directive UE2017/2398 du 12 décembre 2017 classe les poussières de silice comme agent cancérigène. Et elle révise les valeurs limites d'exposition (VLE) aux agents cancérigènes ou mutagènes pour rendre ces expositions plus contraignantes.

## Législation en France

### Régime général
| Fiche Maladie Professionnelle | Fiche Maladie Professionnelle | Fiche Maladie Professionnelle |
| Ce tableau définit les critères à prendre en compte pour qu'une silicose ou une autre pneumoconiose apparentée soit prise en charge au titre de la maladie professionnelle | Ce tableau définit les critères à prendre en compte pour qu'une silicose ou une autre pneumoconiose apparentée soit prise en charge au titre de la maladie professionnelle                                    | Ce tableau définit les critères à prendre en compte pour qu'une silicose ou une autre pneumoconiose apparentée soit prise en charge au titre de la maladie professionnelle |
| Régime Général. Date de création : 2 août 1945 | Régime Général. Date de création : 2 août 1945 | Régime Général. Date de création : 2 août 1945 |
| Tableau N° 25 RG | Tableau N° 25 RG | Tableau N° 25 RG |
| Affections consécutives à l’inhalation de poussières minérales renfermant de la silice cristalline (quartz, cristobalite, tridymite), des silicates cristallins (kaolin, talc), du graphite ou de la houille. | Affections consécutives à l’inhalation de poussières minérales renfermant de la silice cristalline (quartz, cristobalite, tridymite), des silicates cristallins (kaolin, talc), du graphite ou de la houille. | Affections consécutives à l’inhalation de poussières minérales renfermant de la silice cristalline (quartz, cristobalite, tridymite), des silicates cristallins (kaolin, talc), du graphite ou de la houille. |
| --- | --- | --- |
| Désignation des Maladies | Délai de prise en charge | Liste indicative des principaux travaux susceptibles de provoquer ces maladies |
| - A - Affections dues à l’inhalation de poussières de silice cristalline : quartz, cristobalite, tridymite. | - A - | - A - Travaux exposant à l’inhalation de poussières renfermant de la silice cristalline, notamment : |
| A1.– Silicose aiguë : pneumoconiose caractérisée par des lésions alvéolointerstitielles bilatérales mises en évidence par des examens radiographiques ou tomodensitométriques ou par des constatations anatomopathologiques (lipoprotéinose) lorsqu’elles existent ; ces signes ou ces constatations s’accompagnent de troubles fonctionnels respiratoires d’évolution rapide. | A1. – 6 mois (sous réserve d’une durée minimale d’exposition de 6 mois) | Travaux dans les chantiers et installations de forage, d’abattage, d’extraction et de transport de minerais ou de roches renfermant de la silice cristalline ; Travaux en chantiers de creusement de galeries et fonçage de puits ou de bures dans les mines ; Concassage, broyage, tamisage et manipulation effectués à sec, de minerais ou de roches renfermant de la silice cristalline ; |
| A2. – Silicose chronique : pneumoconiose caractérisée par des lésions interstitielles micronodulaires ou nodulaires bilatérales révélées par des examens radiographiques ou tomodensitométriques ou par des constatations anatomopathologiques lorsqu’elles existent ; ces signes ou ces constatations s’accompagnent ou non de troubles fonctionnels respiratoires. Complications : - cardiaque : - Insuffisance ventriculaire droite caractérisée. - Pleuro-pulmonaires : - Tuberculose et autre mycobactériose (Mycobacterium xenopi, M. avium intracellulare, M. kansaii) surajoutée et caractérisée ; - Nécrose cavitaire aseptique d’une masse pseudotumorale ; - Aspergillose intracavitaire confirmée par la sérologie ; - non spécifiques : - Pneumothorax spontané ; - Surinfection ou suppuration bactérienne bronchopulmonaire, subaiguë ou chronique. Manifestations pathologiques associées à des signes radiologiques ou des lé sions de nature silicotique : - cancer bronchopulmonaire primitif ; - lésions pleuro-pneumoconiotiques à type rhumatoïde (syndrome de Caplan-Collinet). | A2. – 35 ans (sous réserve d’une durée minimale d’exposition de 5 ans) | Taille et polissage de roches renfermant de la silice cristalline ; Fabrication et manutention de produits abrasifs, de poudres à nettoyer ou autres produits renfermant de la silice cristalline ; Travaux de ponçage et sciage à sec de matériaux renfermant de la silice cristalline ; Extraction, refente, taillage, lissage et polissage de l’ardoise ; Utilisation de poudre d’ardoise (schiste en poudre) comme charge en caoutchouterie ou dans la préparation de mastic ou aggloméré ; Fabrication de carborundum, de verre, de porcelaine, de faïence et autres produits céramiques et de produits réfractaires ; Travaux de fonderie exposant aux poussières de sables renfermant de la silice cristalline : décochage, ébarbage et dessablage ; Travaux de meulage, polissage, aiguisage effectués à sec, au moyen de meules renfermant de la silice cristalline ; Travaux de construction, d’entretien et de démolition exposant à l’inhalation de poussières renfermant de la silice cristalline ; Travaux de calcination de terres à diatomées et utilisations des produits de cette calcination ; Travaux de confection de prothèses dentaires. Travaux de décapage ou de polissage au jet de sable contenant de la silice cristalline. |
| A3. – Sclérodermie systémique progressive. | A3. – 15 ans (sous réserve d’une durée minimale d’exposition de 10 ans) | |
| - B - Affections dues à l’inhalation de poussières minérales renfermant des silicates cristallins (kaolin, talc) ou du graphite : | - B - 35 ans (sous réserve d’une durée d’exposition de 10 ans) | - B - Travaux exposant à l’inhalation de poussières minérales renfermant des silicates cristallins (kaolin, talc) ou du graphite, notamment : |
| Pneumoconioses caractérisées par des lésions interstitielles bilatérales révélées par des examens radiographiques ou tomodensitométriques ou par des constatations anatomopathologiques lorsqu’elles existent, que ces signes radiologiques ou ces constatations s’accompagnent ou non de troubles fonctionnels respiratoires : | | |
| B1. Kaolinose. | | B1. – Travaux d’extraction, de broyage et utilisation industrielle du kaolin : faïence, poterie. |
| B2. Talcose. | | B2. – Travaux d’extraction, de broyage, de conditionnement du talc ; Utilisation du talc comme lubrifiant ou comme charge dans l’apprêt du papier, dans la préparation de poudres cosmétiques, dans les mélanges de caoutchouterie et dans certaines peintures. |
| B3. Graphitose. | | B3. – Manipulation, broyage, conditionnement, usinage, utilisation du graphite, notamment comme réfractaire ; Fabrication d’électrodes. |
| - C - Affections dues à l’inhalation de poussières de houille : | - C - | - C - Travaux exposant à l’inhalation de poussières de houille, notamment : travaux au fond dans les mines de houille. |
| C1. – Pneumoconiose caractérisée par des lésions interstitielles bilatérales révélées par des examens radiographiques ou tomodenistométriques ou par des constatations anatomopathologiques lorsqu’elles existent, que ces signes radiologiques ou ces constatations s’accompagnent ou non de troubles fonctionnels respiratoires. | C1. – 35 ans (sous réserve d’une durée d’exposition de 10 ans) | |
| Complications : - cardiaque : - Insuffisance ventriculaire droite caractérisée ; - pleuropulmonaires : - Tuberculose et autre mycobactériose (Mycobacterium xenopi, M. avium intracellulare, M. kansaii) surajoutée et caractérisée ; - Nécrose cavitaire aseptique d’une masse pseudotumorale ; - Aspergillose intracavitaire confirmée par la sérologie ; - non spécifiques : - Surinfection ou suppuration bactérienne bronchopulmonaire, subaiguë ou chronique ; - Pneumothorax spontané. Manifestation pathologique associée : - lésions pleuro-pneumoconiotiques à type rhumatoïde (syndrome de Caplan-Collinet). | | |
| C2. – Fibrose interstitielle pulmonaire diffuse non régressive, d’apparence primitive. Cette affection doit être confirmée par un examen radiographique ou par tomodensitométrie en coupes millimétriques ou par des constatations anatomopathologiques lorsqu’elles existent. Complications de cette affection : - insuffisance respiratoire chronique caractérisée ; - insuffisance ventriculaire droite caractérisée ; - tuberculose et autre mycobactériose (Mycobacterium xenopi, M. avium intracellulare, M. kansaii) surajoutée et caractérisée ; - pneumothorax spontané. | C2. – 35 ans (sous réserve d’une durée d’exposition de 10 ans) | |
| Date mise à jour : 28 mars 2003 | | |

### Régime agricole
| Fiche Maladie Professionnelle | Fiche Maladie Professionnelle | Fiche Maladie Professionnelle |
| Ce tableau définit les critères à prendre en compte pour qu'une silicose ou une autre pneumoconiose apparentée soit prise en charge au titre de la maladie professionnelle | Ce tableau définit les critères à prendre en compte pour qu'une silicose ou une autre pneumoconiose apparentée soit prise en charge au titre de la maladie professionnelle | Ce tableau définit les critères à prendre en compte pour qu'une silicose ou une autre pneumoconiose apparentée soit prise en charge au titre de la maladie professionnelle |
| Régime Agricole. Date de création : 17 juin 1955 | Régime Agricole. Date de création : 17 juin 1955 | Régime Agricole. Date de création : 17 juin 1955 |
| Tableau N° 22 RA | Tableau N° 22 RA | Tableau N° 22 RA |
| -PNEUMOCONIOSES CONSECUTIVES A L'INHALATION DE POUSSIERES MINERALES RENFERMANT DE LA SILICE LIBRE | -PNEUMOCONIOSES CONSECUTIVES A L'INHALATION DE POUSSIERES MINERALES RENFERMANT DE LA SILICE LIBRE                                                                          | -PNEUMOCONIOSES CONSECUTIVES A L'INHALATION DE POUSSIERES MINERALES RENFERMANT DE LA SILICE LIBRE                                                                          |
| --- | --- | --- |
| Désignation des Maladies | Délai de prise en charge | Liste indicative des principaux travaux susceptibles de provoquer ces maladies                                                                                             |
| Silicose, schistose, talcose, kaolinose et autres pneumoconioses provoquées par ces poussières ; ces affections sont caractérisées soit par des signes radiographiques ou, éventuellement, tomodensitométriques, soit par des constations anatomopathologiques lorsqu'elles existent, que ces signes ou ces constatations s'accompagnent ou non de troubles fonctionnels. A1. – Silicose aiguë : pneumoconiose caractérisée par des lésions alvéolointerstitielles bilatérales mises en évidence par des examens radiographiques ou tomodensitométriques ou par des constatations anatomopathologiques (lipoprotéinose) lorsqu’elles existent ; ces signes ou ces constatations s’accompagnent de troubles fonctionnels respiratoires d’évolution rapide. | 15 ans (sous réserve des dispositions du décret pris en application de l'article L 461-7 du Code de la sécurité sociale).                                                  | Travaux exposant à l'inhalation de poussières de silice libre, effectués dans une exploitation ou une entreprise relevant du régime agricole de protection sociale.        |
| Complications de ces affections : a) Complication cardiaque : Insuffisance ventriculaire droite caractérisée. b) Complications pleuropulmonaires : Tuberculose ou autre mycobactériose surajoutée et caractérisée ; Nécrose cavitaire aseptique ; Aspergillose intracavitaire confirmée par la sérologie. c) Complications non spécifiques : Pneumothorax spontané ; Suppuration bronchopulmonaire subaiguë ou chronique ; Insuffisance respiratoire aiguë nécessitant des soins intensifs en milieu spécialisé. d) Association d'une pneumoconiose avec une sclérodermie systémique progressive (syndrome d'Erasmus). e) Lésions pleuro-pneumoconiotiques à type rhumatoïde (syndrome de Caplan-Colinet).                                                | | |
| Date mise à jour : 19 juin 1998 | | |

| Fiche Maladie Professionnelle | Fiche Maladie Professionnelle | Fiche Maladie Professionnelle |
| Ce tableau définit les critères à prendre en compte pour qu'une affection non pneumoconiotique due à la silice soit prise en charge au titre de la maladie professionnelle | Ce tableau définit les critères à prendre en compte pour qu'une affection non pneumoconiotique due à la silice soit prise en charge au titre de la maladie professionnelle | Ce tableau définit les critères à prendre en compte pour qu'une affection non pneumoconiotique due à la silice soit prise en charge au titre de la maladie professionnelle |
| Régime Agricole. Date de création : 21 août 1993 | Régime Agricole. Date de création : 21 août 1993 | Régime Agricole. Date de création : 21 août 1993 |
| Tableau N° 22 bis RA | Tableau N° 22 bis RA | Tableau N° 22 bis RA |
| AFFECTIONS NON PNEUMOCONIOTIQUES DUES A L'INHALATION DE POUSSIERES MINERALES RENFERMANT DE LA SILICE LIBRE                                                                 | AFFECTIONS NON PNEUMOCONIOTIQUES DUES A L'INHALATION DE POUSSIERES MINERALES RENFERMANT DE LA SILICE LIBRE                                                                 | AFFECTIONS NON PNEUMOCONIOTIQUES DUES A L'INHALATION DE POUSSIERES MINERALES RENFERMANT DE LA SILICE LIBRE                                                                 |
| --- | --- | --- |
| Désignation des Maladies | Délai de prise en charge | Liste indicative des principaux travaux susceptibles de provoquer ces maladies                                                                                             |
| Sclérodermie systémique progressive. | 15 ans (sous réserve d'une durée d'exposition de 10 ans) | Travaux visés au tableau 22. |
| Date mise à jour : | | |

## Sources spécifiques
- (fr) Tableau N° 25 des maladies professionnelles du régime Général
- (fr) Tableau N° 22 des maladies professionnelles du régime Agricole

## Sources générales
- (fr) Tableaux du régime Général sur le site de l’AIMT
- (fr) Tous les tableaux du régime Général
- (fr) Tous les tableaux du régime Agricole
- (fr) Guide des maladies professionnelles sur le site de l’INRS

## Internationalisation
- (fr) Liste Européenne des maladies professionnelles
- (fr) Liste des maladies professionnelles au Sénégal
- (fr) Liste des maladies professionnelles en Tunisie